# زرقت الشرقية (زرقات)
زرقت الشرقية هي إحدى مشيخات المملكة المغربية، تتبع جغرافيا لإقليم الحسيمة وإداريًا لزرقات. يقدر عدد سكانها بـ 3317 نسمة حسب الإحصاء الرسمي للسكان والسكنى لسنة 2004.